# Aidu-Sooküla
Koordinaten: 59° 19′ N, 27° 2′ O
Aidu-Sooküla ist ein Dorf (estnisch küla) im Kreis Ida-Viru (Ost-Wierland) im Nordosten Estlands. Seit Oktober 2013 liegt es in der Landgemeinde Lüganuse (Lüganuse vald). Bis zu deren Bildung lag es in der Landgemeinde Maidla (Maidla vald).

## Beschreibung
Das Dorf hat 12 Einwohner (Stand 2000).
In Aidu-Sooküla erinnert ein Gedenkstein an die Opfer der russischen Revolution von 1905 und der anschließenden Bestrafungsaktionen.